# Dreft

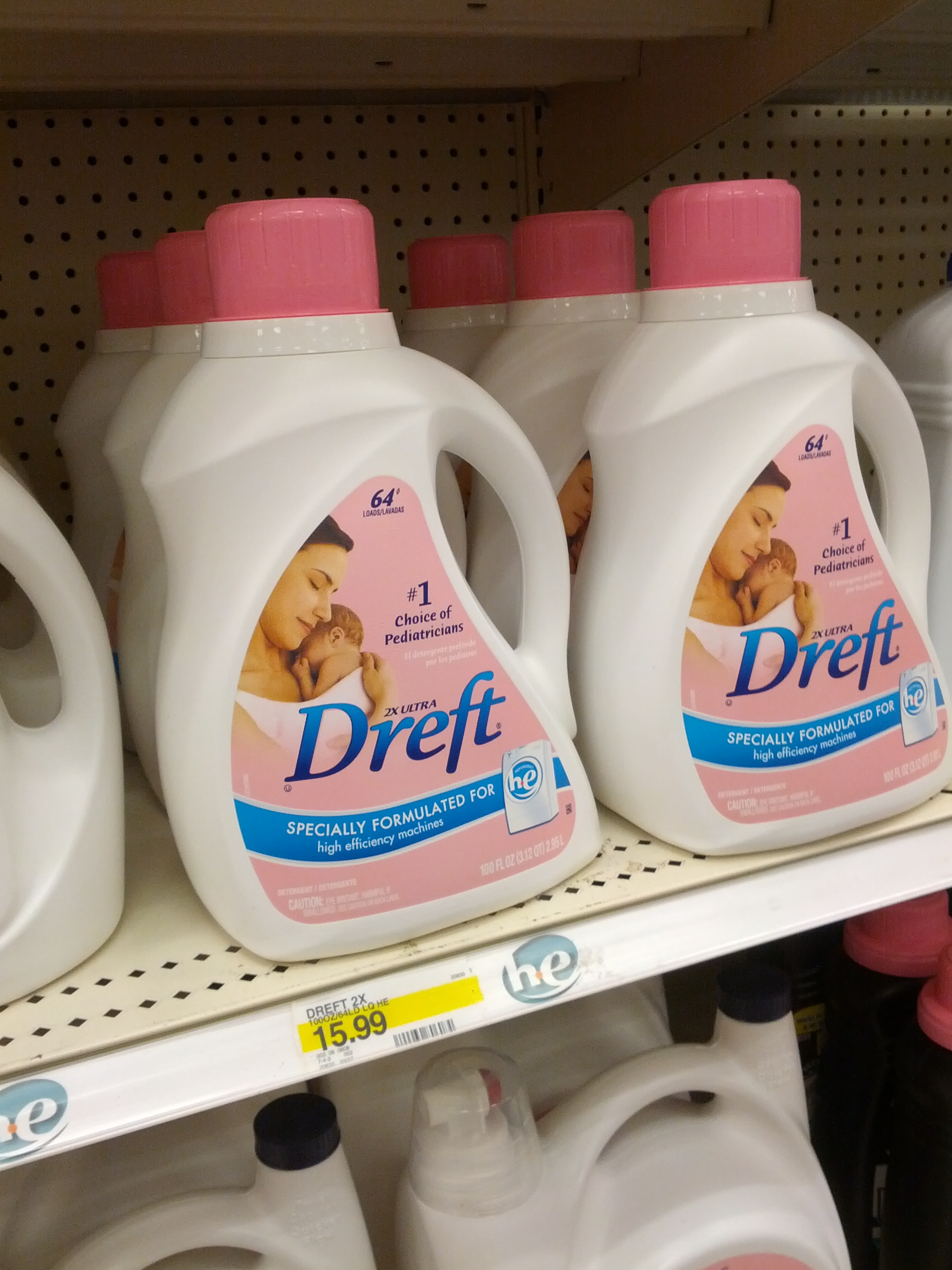
Bouteilles de lessive de la marque Dreft.

Dreft est une marque de la compagnie Procter & Gamble utilisée pour une série de produits de savon lessive, mais aussi de détergent vaisselle connu sous la marque Fairy dans certains pays. Produite initialement en 1933, c’est un des premiers détergents synthétiques.